# ルーペルト・ヴィルト (小惑星)
ルーペルト・ヴィルト (1953 Rupertwildt) は小惑星帯に位置する小惑星。インディアナ小惑星計画 (Indiana Asteroid Program) によりゲーテ・リンク天文台で発見された。
ドイツ生まれでアメリカ合衆国に帰化し、惑星大気の研究を行った天文学者ルーペルト・ヴィルトから命名された。